# Generičke internetske domene
Generičke internetske domene su domene koje rabe komercijalna ili nekomercijalna društva i pojedinci širom svijeta, za razliku od vrhovnih internetskih domena država koje su vezane uz društva i pojedince neke države.
Za razliku od državnih domena (koje su dugačke dva slova), generičke domene imaju tri ili više slova, koja manje ili više jasno predstavljaju ono čemu služe (.com za komercijalnu uporabu). Trenutno postoje sljedeće domene (prijavljene su):
- .aero - za zrakoplovstvo
- .biz - za poslovnu uporabu
- .cat - za katalonski jezik/kulturu
- .com - za poslovnu uporabu, neograničeno
- .coop - za kooperative
- .edu - za obrazovne ustanove
- .gal - za galicijski jezik/kulturu
- .gov - vladine ustanove i organizacije u SAD
- .info - sve vezano uz informatiku
- .int - internacionalne organizacije
- .jobs - za web stranice vezane uz zapošljavanje
- .mil - vojne snage SAD-a
- .mobi - industrije mobilnih telefona
- .museum - muzeji
- .name - pojedinci (fizičke osobe)
- .net - izvorno se domena rabila za mrežnu infrastrukturu, sad je uporaba neograničena
- .org - izvorno se domena rabila za organizacije koje ne spadaju nigdje drugdje, sad je uporaba neograničena
- .pro - za izvjesne struke
- .tel - usluge vezane uz telefoniju i Internet (npr. VoIP)
- .travel - putne agencije, hoteli, turistički uredi

Sljedeće domene su u postupku odobravanja:
- .asia - za kulturu Azije
- .post - poštanske usluge
- .geo - web stranice posvećene geografiji/zemljopisu
- .cym - za Welški jezik/kulturu

## Povijest
Kad su se domene prvi put počele koristiti u siječnju 1985., bilo ih je šest:
- .com
- .edu
- .gov
- .mil
- .net
- .org